# Faouar
Faouar (àrab: الفوار, al-Fawār) és una petita ciutat de Tunísia, situada uns 28 km al sud-oest de Kébili, a la governació homònima. És capçalera d'una delegació que està formada pel 40% del territori provincial, amb el Chott el Djerid al nord i el desert o erg al sud. És capçalera d'una delegació que tot i la seva gran superfície només té 13.190 habitants (cens del 2004). A uns 4 km es troba la vila de Essabra, que és lleugerament al sud de l'anterior, i és la més meridional de la governació, car la resta del territori és desèrtic. Totes les viles es troben a la vora de Faouar, excepte Règime Mâatoug, que és propera a la frontera algeriana.

## Administració
La delegació o mutamadiyya, amb codi geogràfic 63 56 (ISO 3166-2:TN-12), està dividida en cinc sectors o imades:
- Sabria Ouest (63 56 51)
- Sabria Est (63 56 52)
- Gharib (63 56 53)
- Gueïdma (63 56 54)
- Bechni-Eddorjine (63 56 57)

Anteriorment també n'havien format part els sectors de Rejim Mâatoug i El Matrouha, però se'n van separar el juny de 2015 per formar una delegació pròpia amb el nom de Rejim Maatoug.
Faouar també forma una municipalitat o baladiyya, amb codi geogràfic 63 13 (ISO 3166-2:TN-12). La municipalitat s'estén pels cinc sectors o imades de la delegació o mutamadiyya homònima.